# Carmen Matutes Prats
Carmen Matutes Prats (Eivissa, 1969) és executiva en cap de Palladium Hotel Group. És filla del polític Abel Matutes i Nieves Prats.
El 2025 fou inclosa a la llista Forbes de les 50 dones més influents de les Balears.